# Jeruzalem verlost

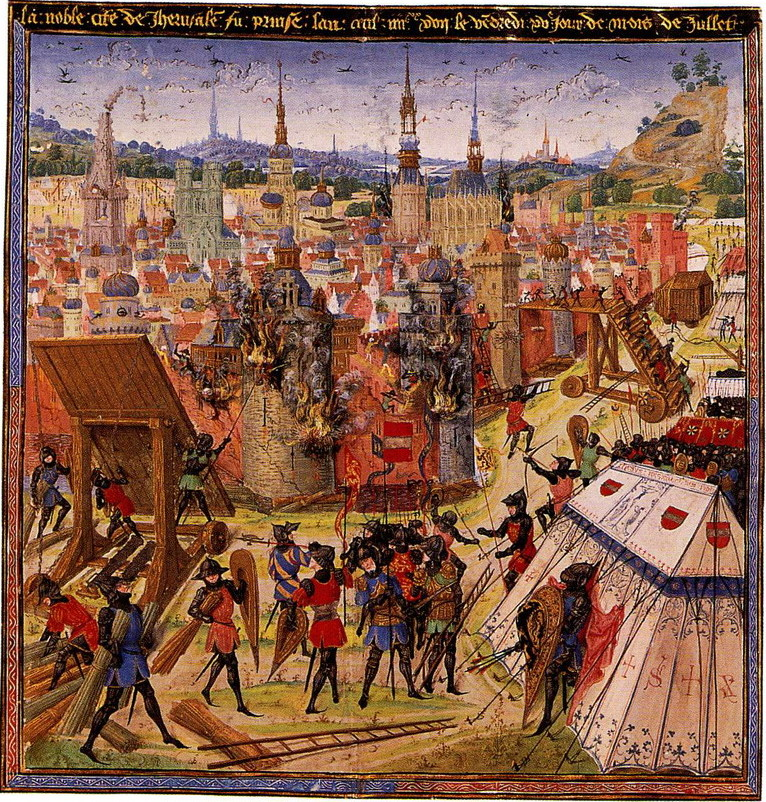
De bevrijding van Jeruzalem (uit Christens perspectief

Jeruzalem Verlost (La Gerusalemme liberata) is een episch gedicht geschreven door de Italiaanse dichter Torquato Tasso en voor het eerst gepubliceerd in 1581. Het verhaal vertelt grotendeels in fictie over de Eerste Kruistocht waarin de christenen, geleid door Godfried van Bouillon, de strijd aangaan met de moslims om het Beleg van Jeruzalem. Het gedicht bestaat uit stanza's van acht regels gegroepeerd in 20 canto's (zangen) van verschillende lengte.
Het werk behoort tot de Renaissance-traditie van de Italiaanse romantische epische poëzie. Tasso gebruikt enkele plotelementen en karakters van Ludovico Ariosto's episch gedicht Orlando Furioso. Tasso's gedicht bevat ook elementen uit de klassieke stukken van Homerus en Vergilius.
Tasso snijdt het historische element aan van het conflict tussen christenen en moslims, en doet dit met fantasie-elementen.

## Bewerking
Tasso begon aan zijn gedicht in de jaren 1560, en de oorspronkelijke naam was Il Goffredo. In april 1575 was zijn werkstuk af en die zomer liet hij zijn werk lezen aan graaf Alfonso II d'Este en Lucrezia, gravin van Urbino. Een proefexemplaar werd gedrukt met 14 zangen en werd uitgebracht in Venetië in 1580. De eerste complete editie van La Gerusalemme liberata werd gepubliceerd in Parma en Ferrara in 1581.

### Inhoud
Het gedicht vertelt over de onenigheid en de tegenslagen van de christenen met hun uiteindelijke successen die hun ondergang zouden inluiden. De bekendste zangen vertellen het volgende:
Sofronia, een Christenvrouw in Jeruzalem, beschuldigt zichzelf van een misdaad om de christenen die buiten de poorten staan een kans te geven om de stad binnen te komen. In een poging om haar te redden, probeert haar geliefde Olindo zich in haar plaats als schuldige voor te doen.
Clorinda, een vrouwelijke krijger, sluit zich aan bij de moslims, maar de christelijke ridder Tancredi wordt op haar verliefd. Gedurende een nachtelijke veldslag zet ze een belegeringstoren in vlammen. Ze wordt per ongeluk gedood door haar christelijke bewonderaar, maar vlak voordat ze overlijdt bekeert ze zich tot het christelijke geloof.
Prinses Erminia, een andere adellijke vrouw in Antiochië, wordt ook verliefd op Tancredi en verraadt haar volk om hem te helpen. Maar ze wordt jaloers wanneer uitkomt dat Tancredi valt voor Clorinda. Ze keert terug naar de moslims en steelt het wapentuig van Clorinda. Herders nemen haar onder hun hoede.
De heks Armida bezoekt het christelijke kamp op zoek naar hulp. Haar verleidingskunsten zetten de ridders tegen elkaar op, een grote groep van hen gaat vrijwillig met haar mee om omgetoverd te worden tot dieren. Armida probeert de sterkste ridder Rinaldo te vermoorden, maar ze wordt verliefd op hem en neemt hem mee naar een tovereiland.

## Personages

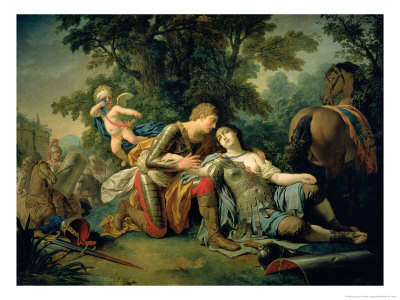
Louis Jean Lagrenee: Tancredi en Clorinda

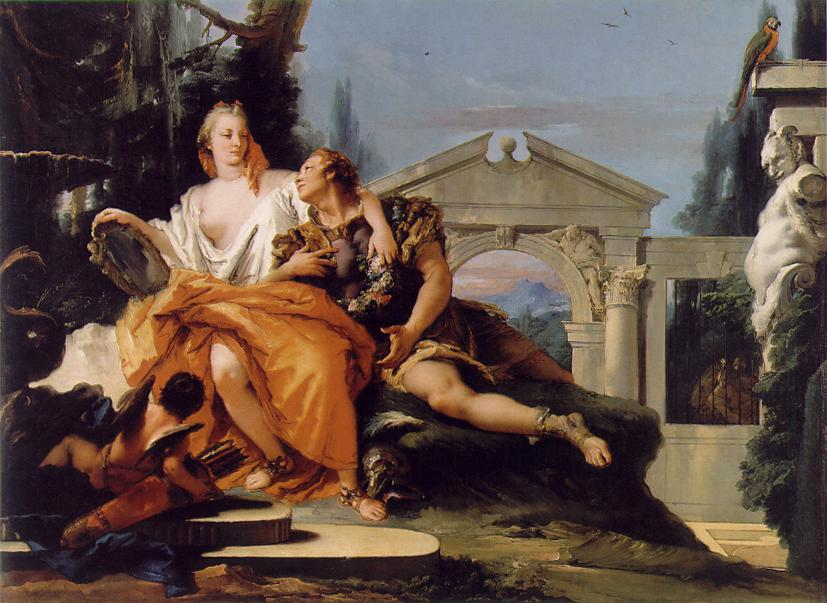
Tiepolo: Rinaldo en Armida

- Armida is een tovenares uit Damascus, ze weet de krijgsheer Rinaldo zo te betoveren dat hij in haar ban blijft.
- Clorinda is een prinses uit Sanapo, Ethiopië. Ze worstelt met haar geloofskwesties, moet ze moslim of christen worden? Op het strijdtoneel wordt ze geconfronteerd met Tancredi, voor wie ze hartstochtelijke gevoelens koestert.
- Erminia is een prinses uit Antiochië die verliefd wordt op de krijgsheer Tancredi nadat deze de stad bezoekt. Maar die is verliefd op Clorinda, wat Erminia jaloers maakt.
- Gofreddo is de bevelvoerder van de christenen die Jeruzalem willen veroveren en is gebaseerd op Godfried van Bouillon.
- Rinaldo is een van de beste christelijke ridders. Hij wordt verleid door Armida maar weet uiteindelijk aan haar toverkunst te ontsnappen. Rinaldo is gebaseerd op de stichter van het Huis Este.
- Tancredi is een christelijke krijgsheer die in Antiochië te maken krijgt met de islamitische tegenstander Clorinda op wie hij verliefd wordt. Ook prinses Erminia wordt verliefd op hem en er ontstaat een driehoeksverhouding. Tancredi is gebaseerd op Tancrède van Galilea.

## Werken gebaseerd op Jeruzalem verlost
Muziek en Opera's
- Giaches de Wert: Madrigali La Gerusalemme Liberata, ca. 1595
- Claudio Monteverdi: Combattimento di Tancredi e Clorinda, 1624, zijn achtste boek van madrigalen
- Girolamo Giacobbi: Il Tancredi, Bologna, voor 1629
- Michelangelo Rossi: Erminia sul Giordano, Rome, 1633
- Benedetto Ferrari: Armida, Venetië, 1639, muziek is verloren gegaan
- Marco Marazzoli: Armida, Ferrara, 1641
- Jean-Baptiste Lully: Armide, Parijs, 1686
- Carlo Pallavicino: La Gerusalemme liberata, Venetië, 1687
- Carlo Francesco Pollarolo: Gli avvenimenti di Erminia e di Clorinda, Venetië, 1693, muziek is verloren gegaan
- Teofilo Orgiani: Amori di Rinaldo con Armida, Brescia, 1697, muziek is verloren gegaan
- André Campra: Tancrède, Parijs, 1702
- Giovanni Maria Ruggieri: Armida abbandonata, Venetië, 1707
- Giuseppe Boniventi: Armida al campo, Venetië, 1708
- Teofilo Orgiani: Armida regina di Damasco, Verona, 1711, muziek is verloren gegaan
- Georg Friedrich Händel: Rinaldo, Londen, 1711
- Giacomo Rampini: Armida in Damasco, Venetië, 1711
- Antonio Vivaldi: Armida al campo d'Egitto, Venetië, 1718
- Georg Caspar Schurmann: Das eroberte Jerusalem, oder Armida und Rinaldo, Brunswijk, 1722,
- Antonio Boni: Armida abbandonata, Praag, 1725
- Antonio Pollarolo: L'abbandono di Armida, Venetië, 1729
- Luca Antonio Predieri: Armida placata, Wenen, 1750
- Giovanni Battista Mele: La Armida aplacada, Madrid, 1750
- Carl Heinrich Graun: Armida, Berlijn, 1751
- Francesco Geminiani: The Inchanted Forrest, 1754
- Tommaso Traetta: Armida, Wenen, 1761
- Niccolò Jommelli: Armida abbandonata, Napels, 1770
- Antonio Salieri: Armida, Wenen, 1771
- Christoph Willibald Gluck: Armida, Parijs, 1777
- Joseph Haydn: Armida, 1784
- Gioacchino Rossini: Armida, Napels, 1817
- Johannes Brahms: Rinaldo, 1858, cantate
- Niels Gade: Korsfarerne, 1866, cantate
- Antonín Dvořák: Armida, 1904

Schilderijen
- Lorenzo Lippi, Rinaldo in het betoverde woud (1647/1650), Kunsthistorisches Museum, Wien.
- Poussin's illustraties bij Jeruzalem verlost (1630-39): Twee versies van het motief "Tancrède en Erminia" dateren van ca.1630, de eerste in de Hermitage in Sint-Petersburg, de tweede in het Barber Institute of Fine Arts, Birmingham.
- Theodor Hildebrandt - Tancrede en Clorinde (ca. 1830)
- Robert Seymour - Jerusalem Delivered, with over 100 figures, exhibited at the Royal Academy, London 1822.
- Eugène Delacroix - Clorinde redt Olindo en Sophronia
- François Boucher - Rinaldo en Armida
- Francesco Hayez - Rinaldo en Armida
- Paolo Finoglio - De serie Jeruzalem verlost (1640)
- Giambattista Tiepolo - Rinaldo gered door Armida, 1742/45, Art Institute of Chicago
- Giambattista Tiepolo - Rinaldo verlaat Armida, Villa Valmarana, Vicenza
- Tintoretto - Tancrède doopt Clorinde, 1586-1600, Museum of Fine Arts, Houston
- Joseph-Benoît Suvée - Erminia en de schaapherders (1776), MSK Gent

## Nederlandse vertalingen
- Jeruzalem verlost, uit het Italiaans vertaald door J. J. L. Ten Kate, 1856, 2 dln.
- Het verloste Jeruzalem, van Torquato Tasso, in proza vertaald uit het Frans door Joan Dullaart, Rotterdam, 1658